# ČT24
ČT24 ist ein rund um die Uhr sendender Nachrichtenkanal der tschechischen öffentlich-rechtlichen Fernsehanstalt Česká televize (ČT).
Der Sender nahm am 2. Mai 2005 den Betrieb auf. Neben klassischen Nachrichten werden auch Sportberichterstattung und Wetterprognosen gesendet. Am unteren Bildrand läuft ununterbrochen ein Nachrichtenticker. Die Hauptnachrichtensendungen um 12 und 19 Uhr werden gleichzeitig auf ČT1 gesendet, dem ersten Programm  Fernsehanstalt Česká televize. Wochentags wird ab 22 Uhr die Interviewsendung Události, komentáře ausgestrahlt.